# Nuova rivista storica
La Nuova rivista storica è un periodico quadrimestrale di scienze storiche fondato nel 1917 da Corrado Barbagallo e pubblicato dalla Società editrice Dante Alighieri.

## Storia
Nuova rivista storica è stata fondata nel 1917 da Corrado Barbagallo su un progetto che aveva visto l'impegno di numerosi storici – Arrigo Solmi, Gioacchino Volpe, Guido Porzio, Antonio Anzillotti, Ettore Rota – inteso a dare maggiore spazio alla vita e alla politica da cui nel passato la storiografia attingeva il suo nutrimento più vitale, nei confronti del metodo critico-storico ereditato dalla storiografia tedesca che la stava trasformando in filologia, paleografia, diplomatica e così via perdendo di vista il panorama e gli interessi generali.

La redazione era composta da Barbagallo, Anzillotti, Porzio e Rota, avendo Volpe ritenuto di ritirarsi. Malgrado lo scoppio della prima guerra mondiale, la rivista ebbe un notevole successo verificabile dal numero dei collaboratori e degli articoli che venivano regolarmente pubblicati, mentre nel 1930 la redazione si andava rinnovando con l'ingresso di Gino Luzzatto, con compiti di coordinamento, e di Piero Pieri, in un regime che non vedeva di buon occhio la rivista e la sua impostazione, il che condusse nel 1932 a una campagna di stampa critica e ostile che però non danneggiò più di tanto il periodico che superò, riducendo il numero dei fascicoli e delle pagine, anche la seconda guerra mondiale e il dopoguerra. Nel 1942 scomparve dai fascicoli il nome di Gino Luzzatto colpito dalle leggi razziali, vi ritornò soltanto a guerra finita.

Nel 1952 morì Corrado Barbagallo e nel 1958 Guido Porzio. A fianco di Luzzatto vi furono Domenico Demarco, Piero Pieri e Nino Valeri. Nel 1963, Luzzatto, stanco e malato, passò la rivista a Giuseppe Martini, allora professore ordinario di Storia medioevale alla Statale di Milano. Nel primo fascicolo del 1964, in coincidenza del cambio di direzione, scomparve dalla copertina il nome Albrighi, Segati & c. editori e rimase quello della Società editrice Dante Alighieri: dal 1952 la testata della rivista era divenuta di proprietà dell'ingegner Silvano Spinelli, scomparso il 28 dicembre 2002, ed è ora guidata dal figlio Mauro. La rivista, fedele nella sua linea editoriale ai principi che ne hanno informato l'attività fin dalla sua fondazione, è aperta a tutti gli studiosi di storia, a qualunque corrente storiografica o ideologica appartengano.

Giuseppe Martini diresse il periodico fino alla sua morte nel 1979, in anni molto difficili sia per l'università che per gli studi storici, senza alcuna flessione nel suo programma di impegno serio e costruttivo. Gli subentrò per qualche anno Alberto Boscolo e quando egli lasciò Milano per assumere la cattedra di Storia medioevale a Tor Vergata a Roma, nella direzione gli successe Gigliola Soldi Rondinini, allora ordinaria di Storia medioevale, affiancata dal condirettore Eugenio Di Rienzo, ordinario di Storia moderna alla Sapienza di Roma. La direzione è poi passata al solo Di Rienzo.

## Direttori responsabili
I direttori responsabili che si sono susseguiti alla guida della rivista sono:
| Direttori                                   | Inizio incarico | Fine incarico |
| ------------------------------------------- | --------------- | ------------- |
| Corrado Barbagallo                          | 1917            | 1952          |
| Gino Luzzatto                               | 1952            | 1963          |
| Giuseppe Martini                            | 1963            | 1979          |
| Alberto Boscolo                             | 1980            | 1986          |
| Gigliola Soldi Rondinini                    | 1987            | 2008          |
| Gigliola Soldi Rondinini, Eugenio Di Rienzo | 2009            | 2015          |
| Eugenio Di Rienzo                           | 2016            | -             |

## Comitato editoriale della Rivista
Il Comitato editoriale della rivista è così composto (aggiornamento maggio 2020):
| Direzione             | Eugenio Di Rienzo |
| Comitato di direzione | Richard Bosworth, Eugenio Di Rienzo, Bruno Figliuolo, Egidio Ivetic, Luciano Monzali, William Mulligan, Aurelio Musi, Gerardo Nicolosi, Francesco Senatore, Gigliola Soldi Rondinini, Andrea Ungari |
| Comitato scientifico  | Paolo Luca Bernardini, Salvatore Bottari, Massimo Bucarelli, Francesco Caccamo, Jordi Canal, Franco Cardini, Salvatore Ciriacono, Laurent Feller, Marco Gervasoni, Emilio Gin, Eduardo González Calleja, Alessandro Guerra, Keith Hitchins, Jean-Clément Martin, José Martínez Millán, Lorenzo Medici, Luigi Musella, Elisa Novi Chavarria, Pinuccia Franca Simbula, Valentina Sommella, Paolo Soave |
| Redazione             | Roberto Bellosta, Giulia Calabrò, Federico Imperato, Silvio Labbate, Fabrizio Rudi, Elisabetta Scarton, Francesco Vitali, Ida Xoxa |

## Biblioteca di Nuova rivista storica
La Biblioteca di Nuova rivista storica è una collana di pubblicazioni che affianca i numeri della rivista; in essa sono stati finora pubblicati 49 quaderni.
I più recenti volumi pubblicati nella collana sono:
- N. 39 - Finanziare cattedrali e grandi opere pubbliche nel Medioevo. Nord e Media Italia. Secoli XII-XV, 2003
- N. 40 - Arte e storia di Lombardia. Scritti in memoria di Grazioso Sironi, 2006
- N. 41 - Laura Brazzo, Angelo Sullam e il sionismo in Italia tra la crisi di fine secolo e la guerra in Libia, 2007
- N. 42 - Evangelizzazione e globalizzazione. Le missioni gesuitiche nell'età moderna tra storia e storiografia, a cura di Michela Catto, Guido Mongini, Silvia Mostaccio, 2010
- N. 43 - Eduardo Gonzáles Calleja, Nelle tenebre di brumaio. Quattro secoli di riflessione politica sul colpo di Stato, 2011
- N. 44 - Mario Francesco Leonardi, Rivoluzioni Repubbliche Insorgenze. 1789-1809, 2015
- N. 45 - Antonio D'Alessandri e Rudolf Dinu, Fra neutralità e conflitto. L'Italia, la Romania e le Guerre balcaniche, 2015
- N. 46 - Eugenio Di Rienzo,  Il «Gioco degli Imperi». La Guerra d’Etiopia e le origini del secondo conflitto mondiale, 2016
- N. 47 - Luciano Monzali, Il colonialismo nella politica estera italiana. Momenti e protagonisti: 1878-1949, 2017
- N. 48 - Alessandro Cont, Giovin signori. Gli apprendisti del gran mondo nel Settecento italiano, 2017
- N. 49 - Aurelio Musi, La catena di comando. Re e viceré nel sistema imperiale spagnolo, 2017
- N. 50 - Luca Riccardi, La «grandezza» di una Media Potenza. Personaggi e problemi della politica estera italiana del Novecento (in preparazione)